# Chloé Lopes Gomes
Chloé Lopes Gomes est une danseuse de ballet française.
En 2022, la BBC la sélectionne pour sa série 100 Women.

## Biographie
Chloé Lopes Gomes grandit à Nice où elle fait ses premières classes au conservatoire et se passionne pour la danse classique. Elle se forme ensuite à l'académie du Théâtre Bolchoï de Moscou avant d'intégrer l'Opéra de Nice et le Béjart Ballet Lausanne,.
Elle rejoint le Staatsballett Berlin en 2018. Elle y est confrontée à la discrimination raciale pour ses origines et dénonce ces pratiques,,,,.
En 2022, la BBC la sélectionne pour sa série 100 Women.
Elle raconte son parcours dans son autobiographie Le Cygne Noir parue en 2023.

## Ouvrages
- Le Cygne Noir, Stock, coll. « Documents », 3 mai 2023, 196 p. (ISBN 978-2-234-09529-8)[8]